# Верекса
Верекса — река в России, протекает по Ярославской области. Исток реки находится в болоте урочище Балохонское к югу от деревни Малые Новинки. Река течёт в южном направлении. Правые притоки — Шимаровка, Пречиста. Устье реки находится в 79 км по левому берегу реки Сить. Длина реки составляет 54 км. Площадь водосборного бассейна — 219 км².
Высота истока — 157 м над уровнем моря.

## Данные водного реестра
По данным государственного водного реестра России относится к Верхневолжскому бассейновому округу, водохозяйственный участок реки — Рыбинское водохранилище до Рыбинского гидроузла и впадающие в него реки, без рек Молога, Суда и Шексна от истока до Шекснинского гидроузла, речной подбассейн реки — Реки бассейна Рыбинского водохранилища. Речной бассейн реки — (Верхняя) Волга до Куйбышевского водохранилища (без бассейна Оки).
Код объекта в государственном водном реестре — 08010200412110000004866.